# Клуб ділових зустрічей (Кривий Ріг)
Клуб ділових зустрічей (нині Центр дитячої та юнацької творчості Металургійного району) — відкритий у 1935 році, реконструкція у 1946—1947 роках. Споруда знаходиться по вул. Степана Тільги (колишня Революційна), 13, у Металургійному районі.

## Історична довідка

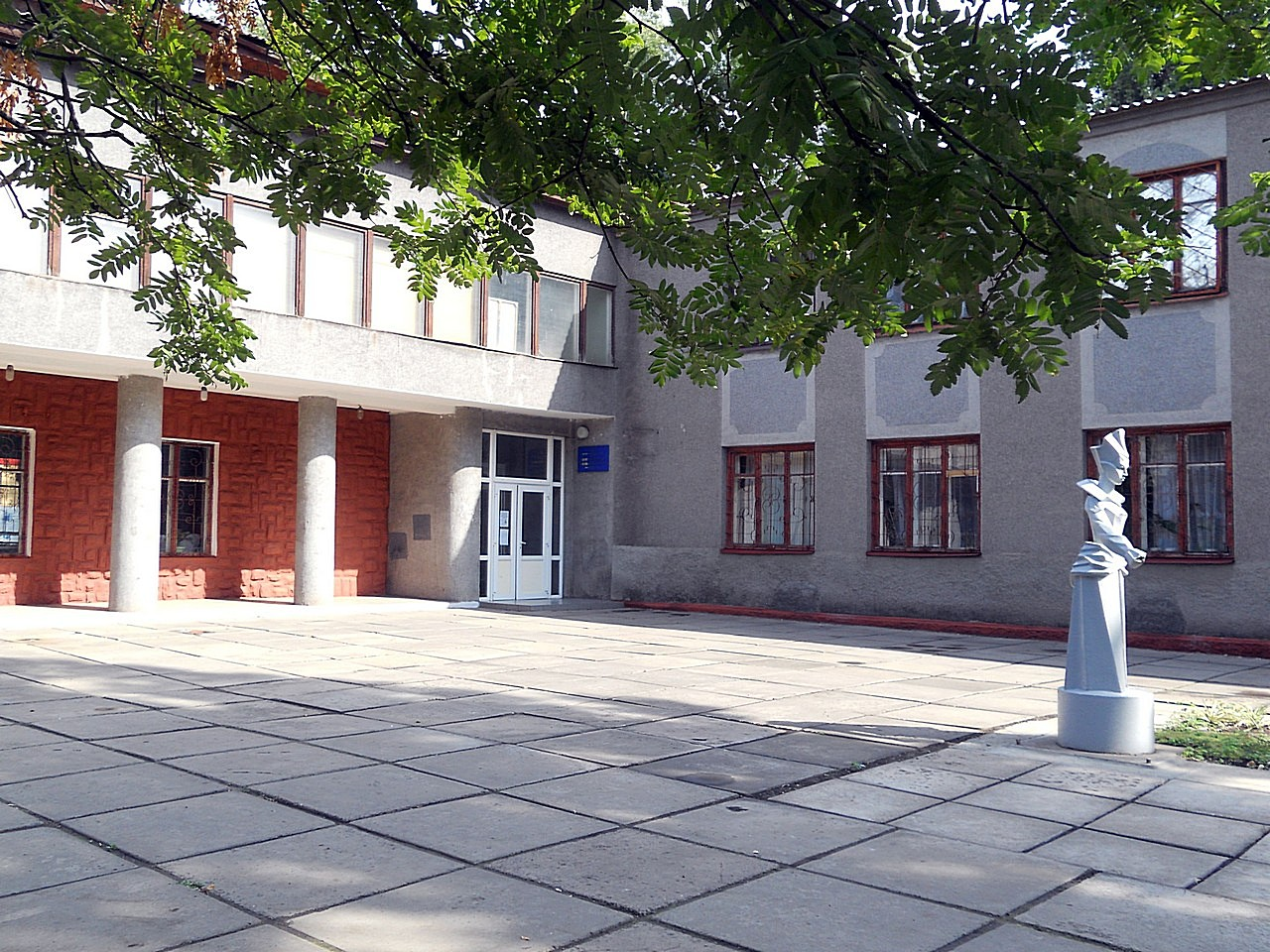
Центр дитячої та юнацької творчості

«Діловий клуб» був відкритий наприкінці 1935 року з ініціативи Г. Орджонікідзе та інженерно-технічного активу заводу «Криворіжсталь». Проєкт розроблений інститутом «Ленжитломіськпроект», стиль — конструктивізм, після реконструкції у 1946—1947 роках втратив стильові ознаки.
Пам'ятка використовувалася як місце зустрічей, дискусій інженерів, техніків, раціоналізаторів Криворізького металургійного заводу. В актовій залі клубу організовувалися лекції, бесіди. В приміщенні споруди також розміщувалася бібліотека з читальним залом, де можна було ознайомитися з останніми надходженнями періодичних видань. Крім того, діяла радіоточка. Наприкінці 1930-х років клуб відвідували Яків Вєснік, Чингіз Ільдирим та інші.
Під час німецько-радянської війни споруду було зруйновано. Після реконструкції у 1947—1948 роках в оновленій будівлі клубу під час виборів до органів місцевої влади діяла виборча дільниця. З початку 1950-х років у приміщенні розташовувався Палац культури металургів. У 1956 році розпочала роботу нова організація — Дитячий клуб, позашкільний заклад освіти (суч. Комунальний позашкільний навчальний заклад «Центр дитячої та юнацької творчості Металургійного району»). Станом на 2017 рік у закладі діє 30 гуртків.
Відповідно до розпорядження голови Дніпропетровської державної адміністрації від 12.04.1996 року № 158-р Клуб ділових зустрічей внесений до реєстру пам'яток архітектури місцевого значення міста Кривий Ріг з охоронним № 143.